# پدر (فیلم ۱۹۹۰)
پدر (انگلیسی: Father) یک فیلم است. از بازیگران آن می‌توان به مکس فون سیدو و جولیا بلیک اشاره کرد.